# メジャーデビューというボケ
『メジャーデビューというボケ』は日本のロック・バンド四星球が2017年に発表したスタジオ・アルバムである。

## 概要
バンド結成15周年の年に発表したメジャー1stアルバムである。今まで既存のアルバムから選曲されたライヴでよく披露されるものを中心に、そこに新曲やコントを盛り込み完成された。
収録曲の一つに「HEY!HEY!HEY!に出たかった」があるが、2018年4月9日放送『HEY!HEY!HEY! MUSIC CHAMP』のスピンオフ番組である『HEY!HEY!NEO!』に出演、本曲を披露した。
CDのみの通常盤とDVDが付属した初回限定盤の2形態で発売された。

## 収録内容

### CD
| 全作詞: 北島康雄、全作曲・編曲: 四星球。 |                                              |          |            |       |
| #                                        | タイトル                                     | 作詞     | 作曲・編曲 | 時間  |
| 1.                                       | 「夜明け」                                   | 北島康雄 | 四星球     | 0:43  |
| 2.                                       | 「Mr. Cosmo」                                | 北島康雄 | 四星球     | 5:52  |
| 3.                                       | 「ボーナストラック」                         | 北島康雄 | 四星球     | 3:48  |
| 4.                                       | 「ギンヤンマ」                               | 北島康雄 | 四星球     | 3:37  |
| 5.                                       | 「ハミングが叫んでる」                       | 北島康雄 | 四星球     | 4:01  |
| 6.                                       | 「HEY!HEY!HEY!に出たかった」                 | 北島康雄 | 四星球     | 3:00  |
| 7.                                       | 「コミックバンド」                           | 北島康雄 | 四星球     | 3:49  |
| 8.                                       | 「妖怪泣き笑い」                             | 北島康雄 | 四星球     | 5:07  |
| 9.                                       | 「我ら吉野川同盟だよね?」                    | 北島康雄 | 四星球     | 5:27  |
| 10.                                      | 「モリス教授 with T」                        | 北島康雄 | 四星球     | 2:19  |
| 11.                                      | 「チャーミング」                             | 北島康雄 | 四星球     | 3:29  |
| 12.                                      | 「四星球十五年史～上巻～」                   | 北島康雄 | 四星球     | 1:36  |
| 13.                                      | 「クラーク博士と僕」                         | 北島康雄 | 四星球     | 2:18  |
| 14.                                      | 「メジャーデビューできなかった曲たちの逆襲」 | 北島康雄 | 四星球     | 10:50 |
| 15.                                      | 「オモローネバーノウズ」                     | 北島康雄 | 四星球     | 5:33  |
| 16.                                      | 「世明け」                                   | 北島康雄 | 四星球     | 1:13  |
| 合計時間:                                | 合計時間:                                    | 62:35    |            |       |

### DVD(初回限定盤のみ)
「四星球 vs ハロウィン ～僕たち、年中やってます～」（2016年10月30日なんばHATCH公演より）
1. MONSTER daSH
2. 妖怪泣き笑い

☆＜犬の男＞
3. 蛍の影
☆＜あの女＞
☆＜はやい男＞
4. バースデイソング
5. コミックバンド
6. 出世作
☆＜今からいく男たち＞
7. 妖怪泣き笑い
8. 豪華客船ドロ船号
9. Mr. Cosmo

※☆はコントパート

## 参加ミュージシャン
- 北島康雄 - シンガー
- U太 - ベース
- まさやん - ギター
- モリス - ドラム